# Lednik Ak-Suu
Lednik Ak-Suu (ryska: Ледник Ак-Суу) är en glaciär i Kirgizistan.   Den ligger i oblastet Batken, i den sydvästra delen av landet, 500 km sydväst om huvudstaden Bisjkek. Lednik Ak-Suu ligger 3 658 meter över havet.
Terrängen runt Lednik Ak-Suu är huvudsakligen bergig. Lednik Ak-Suu ligger nere i en dal. Runt Lednik Ak-Suu är det ganska glesbefolkat, med 22 invånare per kvadratkilometer. Det finns inga samhällen i närheten. Trakten runt Lednik Ak-Suu är permanent täckt av is och snö.